# Top Pop Catalog Albums
De Top Pop Catalog Albums is een hitlijst die gepubliceerd wordt door Billboard. De lijst omvat statistieken van de meestverkochte catalogustitels, ongeachte het genre, in de Verenigde Staten. Billboard definieert een album als catalogustitel als deze ouder dan achttien maanden is en hij zich niet meer in de eerste 100 posities van de Billboard 200 bevindt. Een album hoeft niet per se in de Billboard 200 te hebben gestaan om in deze hitlijst te komen. 
De gegevens zijn gebaseerd op verkoopcijfers die samengesteld zijn door Nielsen SoundScan.